# Lennard Hofstede
Lennard Hofstede (* 29. Dezember 1994 in Poeldijk/Westland) ist ein ehemaliger niederländischer Radrennfahrer.

## Sportlicher Werdegang
2013 wurde Hofstede Mitglied im Rabobank Development Team, für das er bis 2016 startete. Im Jahr 2016 erzielte er seinen bisher einzigen internationalen Erfolg, als er eine Etappe und die Gesamtwertung der Rhône-Alpes Isère Tour gewann.
Mit dem Wechsel in die Elite bekam Hofstede zur Saison 2017 einen Vertrag beim damaligen Team Sunweb. Im August 2017 nahm er mit der Vuelta a España erstmals an einer Grand Tour teil, musste diese aber nach der 11. Etappe aufgeben. Es folgte im Jahr 2018 der Giro d’Italia, wo er vorrangig Helferaufgaben für Tom Dumoulin verrichtete, der den Giro als Zweiter in der Gesamtwertung abschloss.
Zur Saison 2019 wechselte Hofstede zum UCI WorldTeam Jumbo-Visma, wo er ebenfalls die Helferrolle für die Klassementfahrer bei Etappenrennen innehat. Bei der Vuelta a España 2020 und 2021 war er jeweils am Gesamtsieg von Primož Roglič beteiligt. 2022 und 2023 war er nicht mehr im Kader für die Grand Tours. 
Zum Jahresende 2023 gab Hofstede überraschend das Ende seiner Karriere als Radrennfahrer bekannt, als Grund gab er gesundheitliche Probleme und fehlende Freude am Wettkampf an.

## Erfolge
2012
- eine Etappe Driedaagse van Axel

2016
- Gesamtwertung, eine Etappe und Nachwuchswertung Rhône-Alpes Isère Tour

## Grand-Tour-Platzierungen
| Grand Tour            | 2017 | 2018 | 2019 | 2020 | 2021 |
| --------------------- | ---- | ---- | ---- | ---- | ---- |
| Giro d’ItaliaGiro     | –    | 144  | –    | –    | –    |
| Tour de FranceTour    | –    | –    | –    | –    | –    |
| Vuelta a EspañaVuelta | DNF  | –    | 152  | 51   | 128  |